# Kaan Kigen Özbilen
Kaan Kigen Özbilen, nato Mike Kipruto Kigen (15 gennaio 1986), è un mezzofondista e maratoneta keniota naturalizzato turco.

## Palmarès
| Anno                            | Manifestazione          | Sede                | Evento         | Risultato | Prestazione | Note                                     |
| ------------------------------- | ----------------------- | ------------------- | -------------- | --------- | ----------- | ---------------------------------------- |
| In rappresentanza del Kenya     |                         |                     |                |           |             |                                          |
| 2006                            | Mondiali di cross       | Fukuoka             | Corsa seniores | 5º        | 35'54"      |                                          |
| 2006                            | Mondiali di cross       | Fukuoka             | A squadre      | Oro       | 24 p.       |                                          |
| 2006                            | Campionati africani     | Bambous             | 5000 m piani   | Argento   | 14'05"12    |                                          |
| 2006                            | Campionati africani     | Bambous             | 10000 m piani  | Argento   | 28'03"70    |                                          |
| In rappresentanza della Turchia |                         |                     |                |           |             |                                          |
| 2016                            | Europei                 | Amsterdam           | Mezza maratona | Argento   | 1h02'27"    |                                          |
| 2016                            | Giochi olimpici         | Rio de Janeiro      | Maratona       | 17º       | 2h14'11"    |                                          |
| 2017                            | Mondiali                | Londra              | Maratona       | 14º       | 2h14'29"    | Miglior prestazione personale stagionale |
| 2018                            | Giochi del Mediterraneo | Tarragona           | Mezza maratona | Bronzo    | 1h04'19"    |                                          |
| 2018                            | Europei                 | Berlino             | 5000 m piani   | 14º       | 13'35"31    | Miglior prestazione personale stagionale |
| 2018                            | Europei                 | Berlino             | 10000 m piani  | 10º       | 28'32"93    |                                          |
| 2023                            | Mondiali                | Budapest            | Maratona       | dnf       | dnf         |                                          |
| 2024                            | Giochi olimpici         | Parigi              | Maratona       | dnf       | dnf         |                                          |
| 2025                            | Europei su strada       | Bruxelles e Lovanio | A squadre      | Bronzo    | 6h39'17"    |                                          |

## Altre competizioni internazionali
2006
- Argento in Coppa del mondo ( Atene), 5000 m piani - 13'36"19
- 7º alla World Athletics Final ( Stoccarda), 5000 m piani - 13'55"22
- Oro alla CrossCup de Hannut ( Hannut) - 32'51"

2008
- 4º alla World Athletics Final ( Stoccarda), 3000 m piani - 8'03"63

2010
- 4º alla Parelloop ( Brunssum) - 28'09"
- Oro all'Antrim International Cross Country ( Antrim) - 27'49"

2011
- Bronzo alla New Delhi Half Marathon ( Nuova Delhi) - 59'58"
- Argento alla Parelloop ( Brunssum) - 27'26"
- 8º al Memorial Peppe Greco ( Scicli) - 30'27"
- Oro all'Antrim International Cross Country ( Antrim) - 26'07"

2012
- 4º alla Great North Run ( Newcastle upon Tyne) - 1h00'18"
- Oro all'Antrim International Cross Country ( Antrim) - 34'48"

2013
- 11º alla Maratona di Chicago ( Chicago) - 2h12'42"
- 8º alla Dubai Standard Chartered Marathon ( Dubai) - 2h08'24"

2014
- 7º alla Maratona di Parigi ( Parigi) - 2h10'59"
- Argento alla Maratona di Francoforte ( Francoforte sul Meno) - 2h06'59"
- Argento alla Great North Run ( Newcastle upon Tyne) - 1h00'00"
- Bronzo alla Mezza maratona di Parigi ( Parigi) - 1h00'34"
- 10º alla Eldoret Discovery Half Marathon ( Eldoret) - 1h03'36"
- Oro alla San Silvestro Vallecana ( Madrid) - 27'51"

2015
- Bronzo alla Maratona di Amsterdam ( Amsterdam) - 2h07'45"
- 4º alla Maratona di Parigi ( Parigi) - 2h07'42"
- Bronzo alla Great North Run ( Newcastle upon Tyne) - 1h00'10"
- 5º alla Ras Al Khaimah International Half Marathon ( Ras al-Khaima) - 1h00'14"
- Bronzo alla Adana Half Marathon ( Adana) - 1h01'12"
- Oro alla San Silvestro Vallecana ( Madrid) - 27'32"

2016
- Bronzo alla Maratona di Seul ( Seul) - 2h06'10"

2017
- 9º alla Maratona di Istanbul ( Istanbul) - 2h13'19"
- 5º alla Istanbul Half Marathon ( Istanbul) - 1h00'51"
- 6º alla BOclassic ( Bolzano) - 29'30"

2018
- 5º alla Maratona di Amsterdam ( Amsterdam) - 2h06'24"
- Bronzo alla Istanbul Half Marathon ( Istanbul) - 1h00'08"

2019
- Argento alla Maratona di Valencia ( Valencia) - 2h04'16"
- Argento alla Maratona di Rotterdam ( Rotterdam) - 2h05'27"

2020
- 19º alla Maratona di Valencia ( Valencia) - 2h08'50"

2021
- 10º alla Mezza maratona di Istanbul ( Istanbul) - 1h02'26"

2022
- 5º alla Maratona di Valencia ( Valencia) - 2h04'36"

2023
- Bronzo alla Maratona di Barcellona ( Barcellona) - 2h05'37"